# Muchachito Bombo Infierno
Muchachito Bombo Infierno est un groupe espagnol de rock, originaire de Barcelone.

## Biographie
Le groupe est dirigé par Muchachito (Jairo Perera), chanteur, guitariste et bassiste, Tito Carlos (claviers), Josué « El Ciclón » (trompette), Hector « Héctor » Bellino (batterie), El Lere (contrebasse), ainsi que le Gigoleto Brass (saxophones), Martin « Martín Luxurius » et David « El Niño » (trombone), Oscar « Óscar » Bass et Alberto « El Jaguar del Paralelo » (trompette) et le musicien des pinceaux Santos de Veracruz (peintre qui réalise un tableau sur scène pendant le concert).
Progressivement, les membres du groupe se sont réunis pour former Muchachito Bombo Infierno, qui se produit à l'Apolo de Barcelone en 2004. Ils enregistrent une démo avec l'aide de Joan Garriga et Tomás Arroyos pour se faire connaître. Grâce au succès du concert, ils ont eu l'occasion d'enregistrer un album, Vamos que nos vamos, qui s'est vendu à plus de 20 000 exemplaires en Espagne. En mai 2007, ils sortent leur deuxième album, intitulé Visto lo visto, et commencent leur tournée le 31 mai dans leur ville natale, Barcelone, pour la terminer le 27 décembre 2008 dans la même ville, lors d'un concert au Palau Sant Jordi.
Le groupe est parrainé par Ojos de Brujo, qui les compare à Kiko Veneno, que Muchachito Bombo Infierno a lui-même remercié d'être son « maître » avec la chanson Si tú, si yo, si no. Jairo est un ami proche de Tomasito et de Los Delinqüentes, des artistes de Jerez. Tous, avec Kiko Veneno, forment le groupe G-5, auteur de l'album Tucaratupapi. Le G-5 se réunit à plusieurs reprises à Jerez et a Jerez de la Frontera. Comme le dit Muchachito, « Jerez est la Nouvelle-Orléans de l'Espagne, elle sent l'art dans ses rues, et vous devez être capable d'organiser une fête à Jerez, dans les rues du vieux quartier et le flamenco. » En 2009, ils ont fait une pause dans leurs concerts pour préparer leur troisième album. Cette pause est interrompue par La Rumba del palé, une mini-tournée au cours de laquelle Jairo fait le tour de quelques salles en jouant ses chansons les plus connues et certaines des chansons qui figureront sur le prochain album de Muchachito Bombo Infierno.
En 2010, ils sortent leur troisième album studio, intitulé Idas y vueltas. Après une intense tournée à travers l'Espagne pour présenter leur dernier travail, ils terminent par deux concerts de fin de tournée, les 20 et 22 octobre 2011, respectivement à Madrid et Barcelone, où le groupe fait ses adieux à la scène pour un temps. Le 6 mai 2016, ils sortent leur quatrième album studio intitulé El Jiro.

## Discographie

### Albums studio
- 2005 : Vamos que nos vamos
- 2007 : Visto lo visto
- 2010 : Idas y vueltas
- 2016 : El Jiro

### Singles
- 2005 : Paquito Tarantino
- 2005 : Siempre que quiera
- 2005 : Será mejor
- 2007 : Azul
- 2007 : Aire
- 2010 : La Noche de los gatos